# Röhrsdorf (Königsbrück)

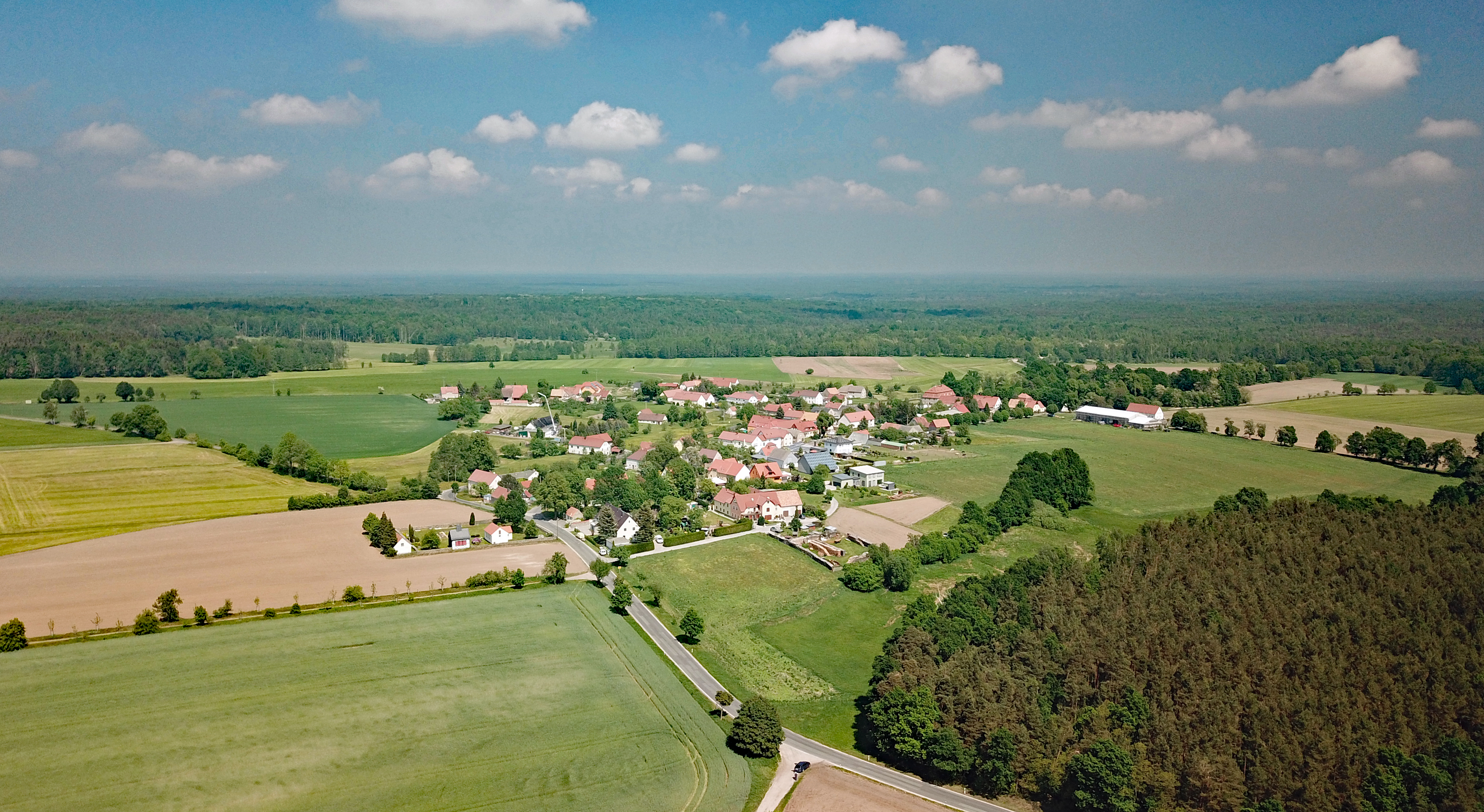
Luftbild

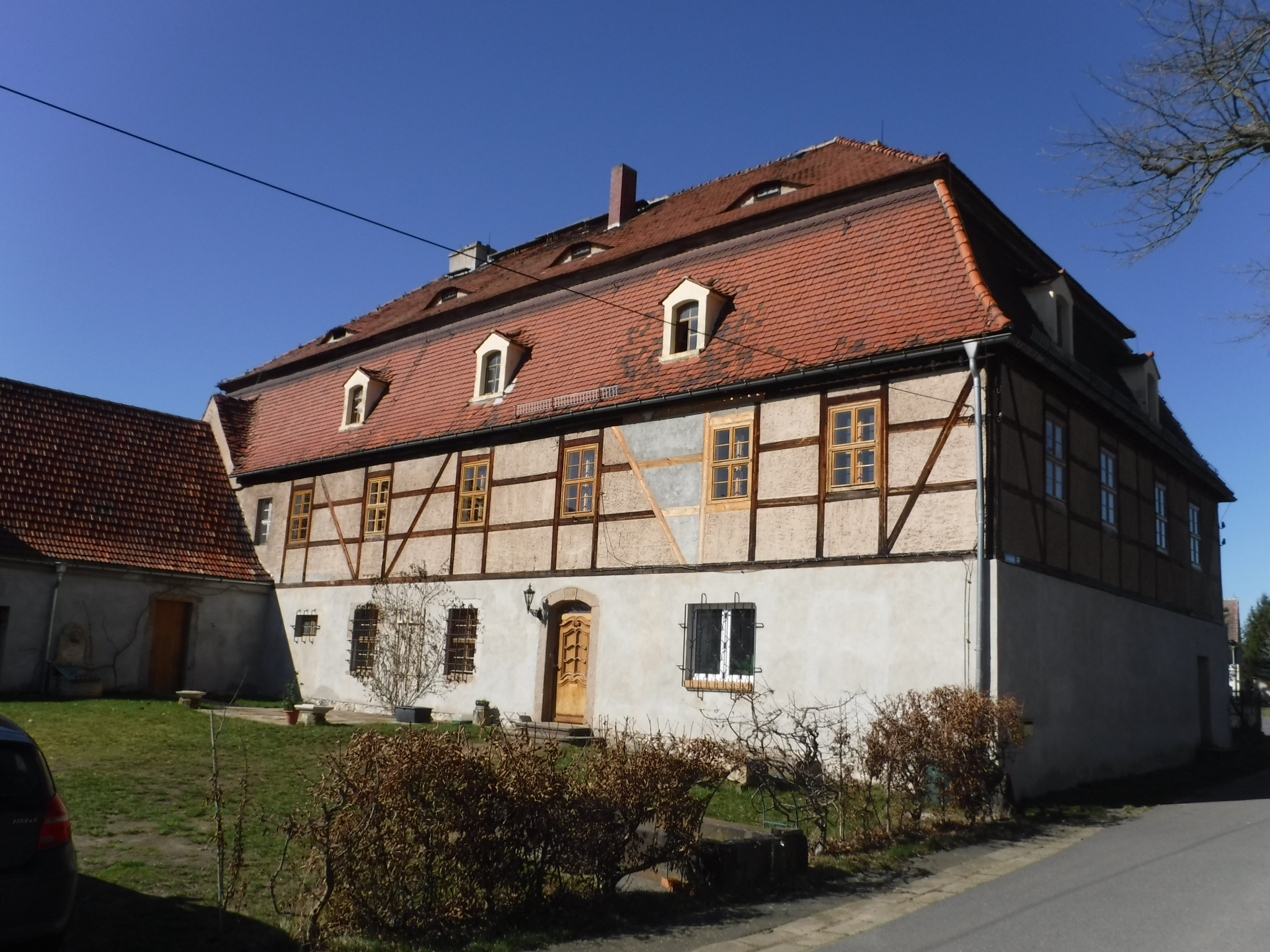
Pächterwohnhaus des Ritterguts

Röhrsdorf (sorbisch Rudowicy) ist ein Ortsteil der sächsischen Landstadt Königsbrück im Landkreis Bautzen mit etwa 170 Einwohnern.

## Lage
Der Ortsteil ist von Wäldern und alten Alleen umgeben. Zur Bundesautobahn 13 im Westen an der Anschlussstelle Thiendorf sind es ca. 5 km. Tauscha liegt 3 km im Süden, Königsbrück 5 km im Südosten und Schwepnitz 8 km im Nordosten.

## Geschichte
1376 wurde Röhrsdorf erstmals urkundlich als Rudigersdorph (Dorf des Rüdiger) erwähnt. Es gehörte zum
Kirchlehen des Ortes Krakau. 1536 gab es die erstmalige Erwähnung von Weinanbau, der für 300 Jahre eine Erwerbsgrundlage der Bevölkerung war. 1538 wurde das Schloss erbaut, das während des Krieges 1945 gesprengt wurde. Röhrsdorf gehörte bis 1938 zum Kirchspiel Krakau. 1965 wurde die frühere Röhrsdorfer Grundschule zum Kulturhaus der Gemeinde umgebaut. Vom 30. April 1979 bis 1990 gehörte der Ort mit sieben weiteren zum Gemeindeverband Thiendorf. Am 1. April 1994 wurde Röhrsdorf nach Königsbrück eingemeindet.
In Röhrsdorf war zur Zeit des Kalten Krieges die Troposphärenfunkstation 303 des Troposphären-Nachrichtensystem „BARS“ stationiert.

## Sehenswürdigkeiten

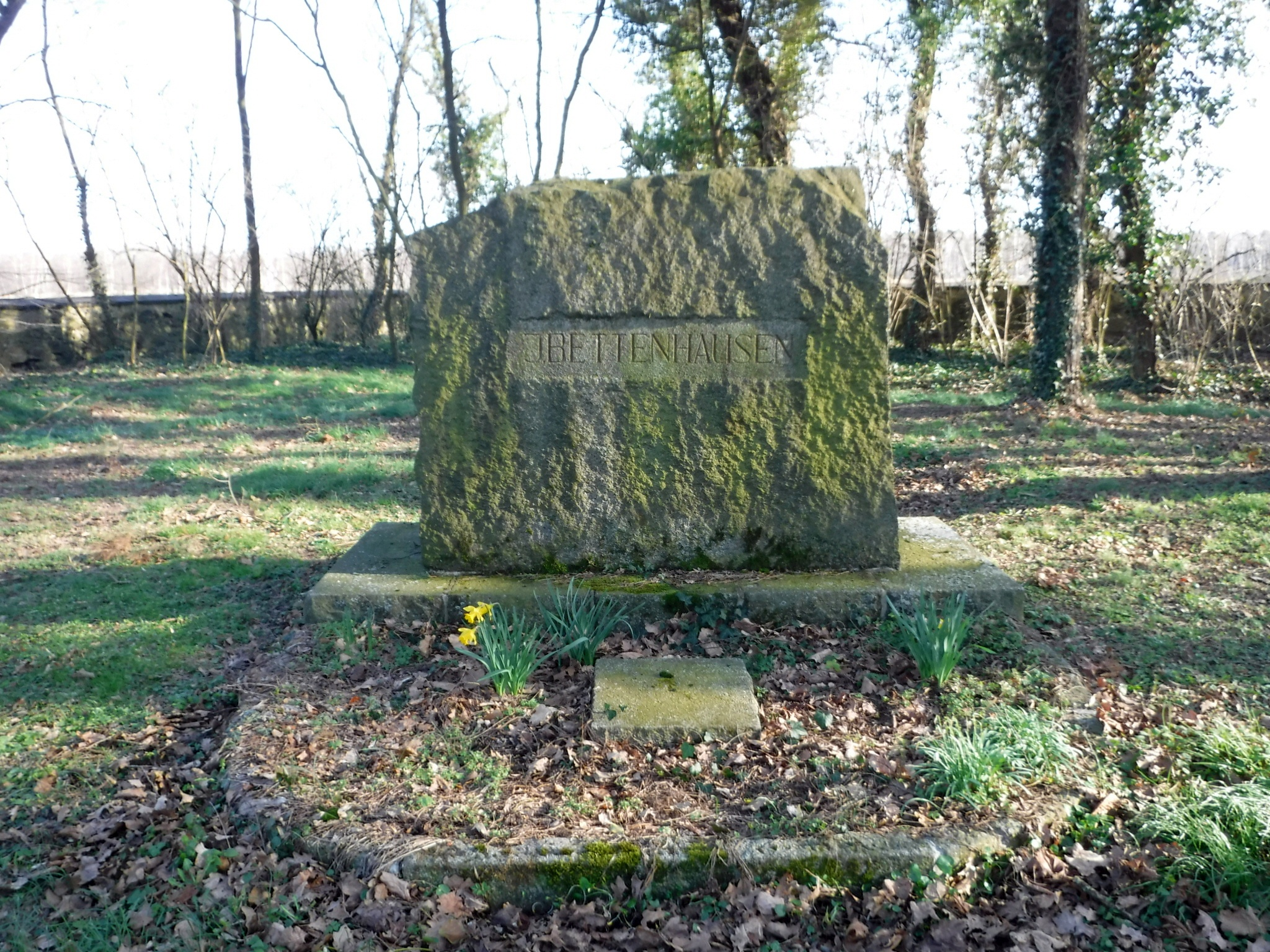
Gedenkstein für Jacques Bettenhausen

- Schlosspark mit Jacques-Bettenhausen-Denkmal